# Habenaria glazioviana
Habenaria glazioviana är en orkidéart som beskrevs av Friedrich Fritz Wilhelm Ludwig Kraenzlin och Célestin Alfred Cogniaux. Habenaria glazioviana ingår i släktet Habenaria och familjen orkidéer. Inga underarter finns listade i Catalogue of Life.